# أخيضر أصفر الجناح
أخيضر أصفر الجناح (الاسم العلمي:Vireo carmioli) (بالإنجليزية: Yellow-winged Vireo)‏ هو نوع من الطيور يتبع جنس الأخيضر من الفصيلة الأخيضرية.